# Carlos Adriano de Jesus Soares
Carlos Adriano de Jesus Soares (født 10. april 1984, død 8. juli 2007) var en brasiliansk fodboldspiller.